# ریش‌مرغ نوک‌چنگکی
ریش‌مرغ نوک‌چنگکی (نام علمی: Semnornis frantzii) پرنده‌ای متمایز و با نوک نسبتاً بزرگ و بومی جنگل‌های مرتفع کاستاریکا و غرب پاناما است.
ریش‌مرغ نوک‌چنگکی، جنگل‌های کوهستانی خنک، مرطوب و پوشیده از خزه را با درختان بزرگ و زیستگاه کنار آن را ترجیح می‌دهد.